# 志田周子
志田 周子（しだ ちかこ、1910年（明治43年）10月28日 - 1962年（昭和37年）7月18日）は山形県出身の女医、歌人。「仙境のナイチンゲール」と称された。

## 生涯
1910年（明治43年）小学校教員で後に大井沢村村長となる父・荘次郎、母・せいの長女として、西村山郡左沢町（現大江町）に生まれる。西村山郡大井沢村（現西川町）の大井沢尋常小学校を経て、山形県立山形第一高等女学校（現山形県立山形西高等学校）に進学。村で初めての女学校生と話題になる。1928年（昭和3年）東京女子医学専門学校（現東京女子医科大学）に進学。1933年同卒業。1935年（昭和10年）「3年でいいから」という父・荘次郎の懇請で、当時無医村だった大井沢村に戻り、唯一の村医となる。以後20年以上にわたり無医村の地域医療に尽力しつつ、婦人会長、大井沢村会議員・西川町会議員などを歴任した。同時に結城哀草果に師事するアララギ派の歌人としても活躍した。1959年（昭和34年）保健文化賞を受賞。その他医師会、県知事から数々の表彰を受賞した。
1962年（昭和37年）食道癌を患い死去。享年51。生涯を独身のまま地域医療に捧げた。
2015年（平成27年）、その生涯が『いしゃ先生』と題して映画化された。

## 関連書籍
- あべ美佳『いしゃ先生』（2015年9月8日、PHP文芸文庫、ISBN 978-4-569-76416-0）